# Bugula turrita
Bugula turrita är en mossdjursart som först beskrevs av Pierre Jean Édouard Desor 1848.  Bugula turrita ingår i släktet Bugula och familjen Bugulidae. Inga underarter finns listade i Catalogue of Life.